# Hermeville
Hermeville é uma comuna francesa na região administrativa da Normandia, no departamento de Sena Marítimo. Estende-se por uma área de 3,8 km². Em 2010 a comuna tinha 376 habitantes (densidade: 98,9 hab./km²).